# Олег Кузнецов
Олег Кузнецов (на украински: Олег Кузнецов; на руски: Олег Кузнецов) е съветски и украински футболист и треньор. Почетен майстор на спорта на СССР (1986).

## Кариера
Той е роден във военно семейство в Магдебург, Източна Германия (ГДР) в съветската окупационна зона. През 1990-те години баща му работи в завод за радио оборудване в Чернигов, а майка му като инженер в дизайнерски институт.
Учи във футболното училище в град Чернигов от 1971 г. След известно време, той се записва в отбора на Десна. Там, прекарва 2 сезона. След успешния сезон 1982 г., когато Десна става втори в украинската зона, преминава в Динамо Киев. Кузнецов дебютира в Одеса, където киевците печелят с 2:1.
В отбора на СССР играе от 1986 г. Участник на Световното първенство през 1986 и 1990 г. През 1988 г. става носител на Сребърните медали от Евро 1988, участник на Европейското първенство през 1992 г.
През 1990 г., след победоносен мач срещу ЦСКА Москва, който носи титлата в СССР, той заминава за Шотландия, за да играе за Глазгоу Рейнджърс.
Той прави дебюта си в Шотландия успешно – в първи мач от шампионата е избран за най-добрия играч на отбора. Но вече в следващия мач в 20-ата минута, след като пада, Кузнецов разкъсва кръстни връзки на коляното. В резултат на това, сезонът за него приключва.
На следващия сезон играе рядко. През сезон 1994/95 играе в Израел, където играе за Макаби Хайфа в квалификациите за Шампионската лига, но клубът не се класира. През 1995 г. се завръща в Украйна, за да играе за ЦСКА Борисфен, където приключва кариерата си.

## Отличия

### Отборни
Динамо Киев
- Съветска Висша лига: 1985, 1986, 1990
- Купа на СССР по футбол: 1985, 1987, 1990
- Суперкупа на СССР по футбол: 1986, 1987
- Купа на носителите на купи: 1986

Глазгоу Рейнджърс
- Шотландска премиър лига: 1991/92, 1992/93, 1993/94
- Купа на Шотландия: 1993